# Tommy Johansson (cyclisme)
Tommy Johansson, né le 22 mars 1971, est un coureur cycliste suédois. Spécialiste du VTT, il est notamment deuxième du championnat du monde et du championnat d'Europe de descente en 1994.

## Palmarès en VTT

### Championnats du monde
- Vail 1994
  -  Médaillé d'argent de la descente

### Championnats d'Europe
- Möllbrücke 1992
  - 6e de la descente
- Métabief 1994
  -  Médaillé d'argent de la descente
- Špindlerův Mlýn 1995
  - 8e de la descente

### Championnats de Suède
- 1993
  -  Champion de Suède de descente
- 1995
  -  Champion de Suède de descente
- 2003
  -  Champion de Suède de descente
- 2007
  -  Champion de Suède de four cross